# Dodro
Dodro település Spanyolországban, A Coruña tartományban. Dodro Padrón, Valga, Rianxo, Lousame és Rois községekkel határos. Lakosainak száma 2620 fő (2024).

## Népesség
A település népessége az utóbbi években az alábbiak szerint változott:
| Lakosok száma | 3243 | 3162 | 3087 | 3029 | 2980 | 2913 | 2853 | 2768 | 2710 | 2620 |
|               | 2001 | 2004 | 2006 | 2009 | 2011 | 2014 | 2016 | 2019 | 2021 | 2024 |